# Better Portable Graphics
Better Portable Graphics (BPG) es un formato de archivo para la codificación digital de imágenes, creado por el programador Fabrice Bellard en 2014. Su propósito es ser un reemplazo más eficiente en compresión para el formato de imagen JPEG cuando la calidad o el tamaño del archivo sea un problema. Se basa en la codificación intraframe del estándar de compresión de vídeo High Efficiency Video Coding (HEVC). Las pruebas de imágenes fotográficas realizadas en julio de 2014 revelaron que BPG produjo archivos más pequeños para una calidad dada que JPEG, JPEG XR y WebP. BPG está recibiendo atención debido a su portabilidad, alta calidad y bajos requerimientos de memoria que pueden ser muy buenos para dispositivos portátiles de mano y IoT. La investigación está en constante evolución para hacer que el hardware sea compatible con la eficiencia energética para que BPG se pueda integrar en dispositivos portátiles como la cámaras digitales.
Aunque todavía no hay soporte nativo incorporado para BPG en los navegadores principales, los sitios web ya pueden entregar imágenes BPG a todos los navegadores mediante la inclusión de una librería JavaScript de 56 kB escrita por Bellard.

## High Efficiency Video Coding y BPG
HEVC ya tiene varios perfiles definidos para la codificación de imágenes estáticas utilizando la codificación intraframe de HEVC para diversas profundidades de bits y formatos de color, incluyendo los perfiles Main Still Picture, Main 4:4:4:4 Still Picture y Main 4:4:4:4 16 Still Picture.
BPG es esencialmente un contenedor para usar el perfil Main 4:4:4 16 Still Picture de HEVC hasta 14 bits por muestra.

## Especificaciones
El formato contenedor BPG está pensado para ser un formato de imagen genérico más adecuado que el formato raw usado en HEVC (que normalmente se usa dentro de algún otro formato contenedor, como el formato de archivo mp4).
BPG soporta los formatos de color conocidos como 4:4:4, 4:2:2 y 4:2:0. El soporte para un canal adicional codificado por separado también se incluye para un canal alfa o el cuarto canal de una imagen CMYK. Se incluye soporte de metadatos para los perfiles Exif, ICC y XMP.
Se incluye soporte de espacio de color para YCbCr con las definiciones BT. 601, BT. 709 y BT. 2020 (luminancia no constante) de UIT-R, YCgCo, RGB, CMYK y escala de grises.
Se incluye soporte para la compresión de datos con pérdida y sin pérdida de HEVC.
BPG soporta animación.

## Patentes
Según el sitio web de Bellard, BPG puede estar cubierto por algunas de las patentes de HEVC, pero cualquier dispositivo con licencia para dar soporte a HEVC también estará cubierto por BPG. Problemas de patentes pueden impedir el reemplazo de JPEG por BPG a pesar del mejor rendimiento técnico de BPG.

## Otros reemplazos de JPEG propuestos
También se han propuesto varios formatos de imagen anteriores como reemplazo de JPEG, incluyendo:
- Free Lossless Image Format
- High Efficiency Image File Format
- JPEG 2000
- JPEG XR
- WebP